# القانون العسكري الألماني

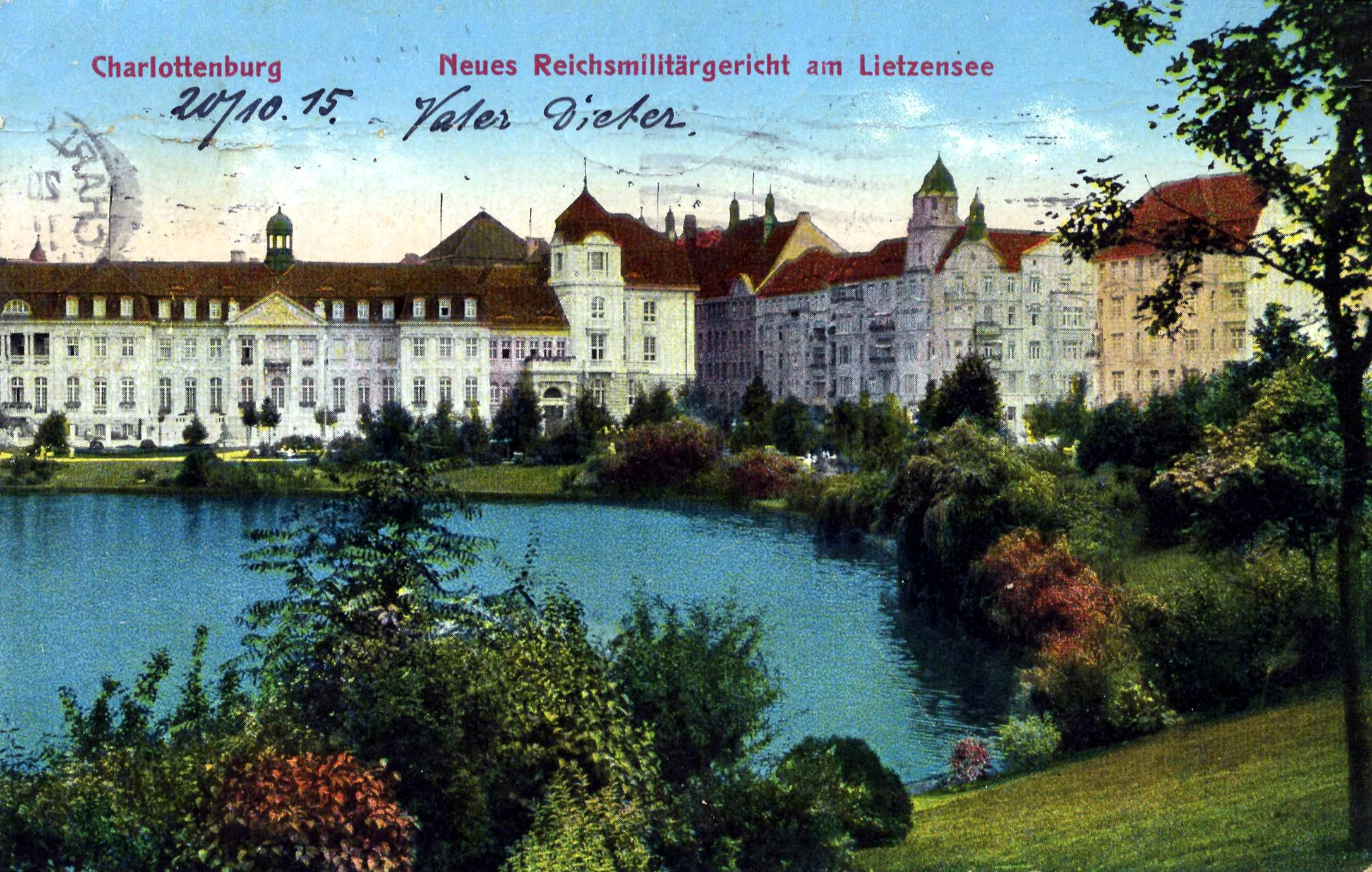
Reichsmilitärgericht (يسار) في شارلوتنبورغ ، ج. 1915

القانون العسكري الألماني له تاريخ طويل.

## التاريخ
كانت المحاكم العسكرية في الأراضي الألمانية موجودة منذ أوائل العصر الحديث. خلال حرب الثلاثين عامًا، أنشأت عدة دول إمبراطورية محاكم عسكرية على غرار اختصاص الجيش السويدي. في براندنبورغ-بروسيا، تم الاستعانة بالعدالة من قبل محامي Auditeur الخاصين عبر ثلاث قنوات رسمية.
خلال الحرب العالمية الأولى، مكّن القانون العسكري الألماني المحاكم العسكرية من محاكمة ليس فقط الجنود ولكن أيضًا المدنيين المحتجزين لانتهاك القانون العسكري. ومن المعروف بشكل خاص حالة إديث كافيل، الممرضة الإنجليزية التي حكمت عليها محكمة عسكرية وتم إعدامها في بروكسل المحتلة عام 1915 لأنها ساعدت أسير الحرب على الهروب - والتي كانت بالفعل جريمة كبرى بموجب القانون العسكري الألماني في ذلك الوقت. 

## خلال ألمانيا النازية

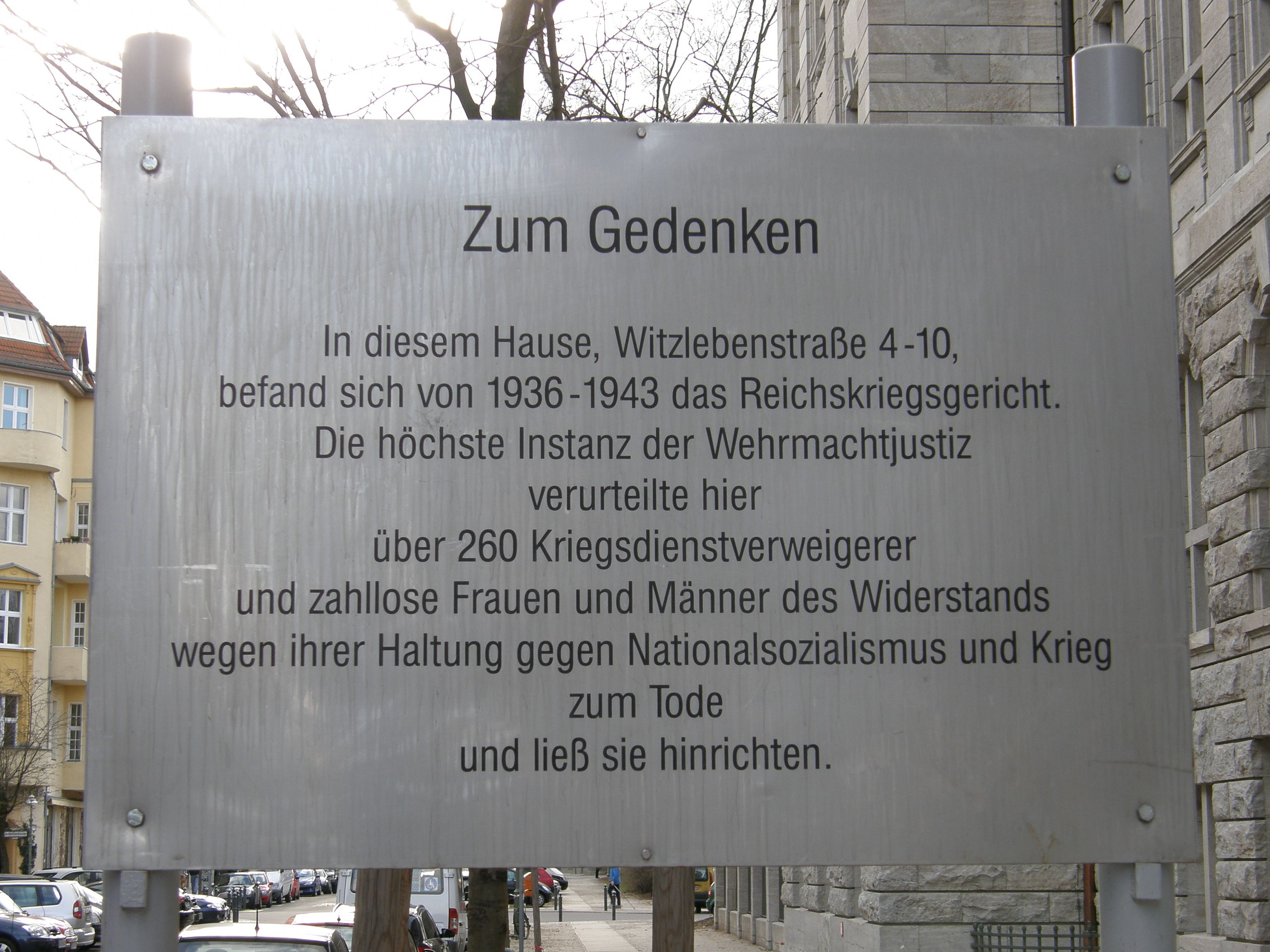
اللوحة التذكارية أمام مبنى Reichskriegsgericht السابق

في فترة ما بعد الحرب العالمية الأولى، جمهورية فايمار (1919-1933)، ألغيت محاكم عسكرية منفصلة بموجب المادة 106 من دستور فايمار، ولكن تم إحياؤها من قبل الحكومة النازية بعد الاستيلاء على السلطة خلال وصول هتلر للسلطة، وسن قانون خاص في 12 مايو 1933. في البداية كان الرايخسجيرشت في لايبزج، اعتبارًا من 1 ديسمبر 1934، «محكمة الشعب» (فولكسجيريتشوف) في برلين، بمثابة محكمة استئناف أخيرة، حتى تم تأسيس الرايخسكريزيجريتشت (RKG) كمحكمة عليا للقوات المسلحة الفيرماخت وذلك بتوجيه من 1 أكتوبر 1936. يقع Reichskriegsgericht في مبنى RMG السابق في Witzlebenstraße في حي شارلوتنبورغ في برلين.
بعد صك الاستسلام الألماني، لم يتم إلغاء المحاكم العسكرية النازية من قبل مجلس مراقبة الحلفاء حتى 20 أغسطس 1946. في عامي 2002 و2009 ، أصدر البرلمان الألماني البوندستاغ أخيراً مشاريع قوانين لتعليق الأحكام ضد الفيرماخت بسبب الفرار والنشاط المثلي وكذلك ضد«الخونة». 

## القانون الحالي
منذ عام 1949، ليس لدى جمهورية ألمانيا الاتحادية محاكم عسكرية خاصة. تتم محاكمة الأعمال الجنائية التي يرتكبها الجنود في المحاكم الجنائية العادية من قبل قضاة مدنيين.
تسمح الفقرة 2 من المادة 96 من القانون الأساسي الألماني (Grundgesetz) للحكومة بإنشاء محاكم عسكرية متخصصة في حالة الحرب وللجنود المرسلين إلى الخارج، وفقًا للقانون الاتحادي. لم يتم تمرير هذا القانون.
يتم التعامل مع الجرائم الأصغر بواسطة محاكم تأديبية مرتبطة بنظام المحاكم الإدارية. لا يجوز لهم سوى النطق بالعقوبات التأديبية، لكن لا توجد عقوبات جنائية (على سبيل المثال، لا السجن، ما عدا 21 يومًا من الاحتجاز في غرفة المراقبة). 

## اللوحات التذكارية

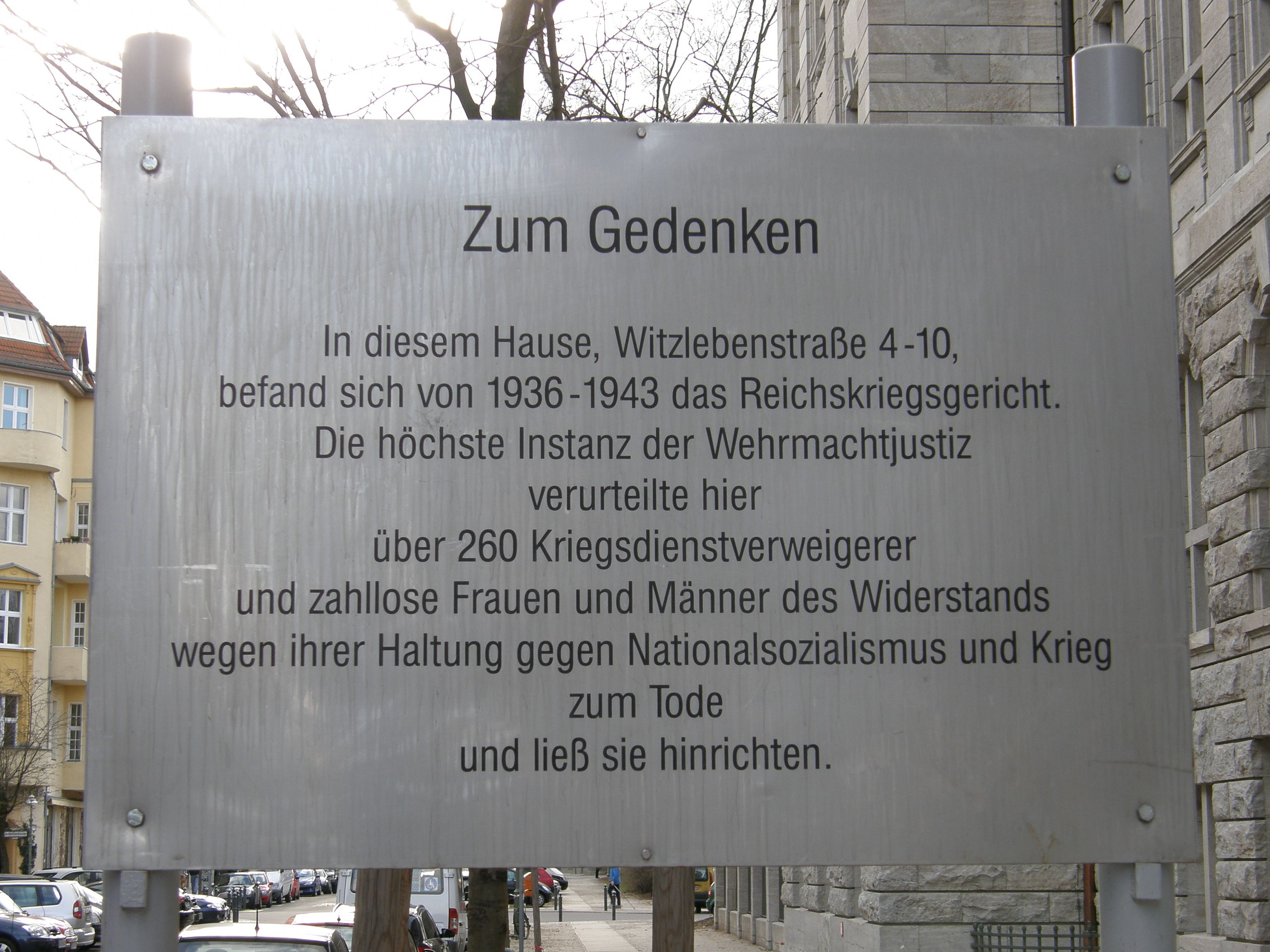
لوحة للمعترضين على أداء الخدمة العسكرية بدافع الضمير ومقاتلي المقاومة في الرايشكريتسغريتشت السابق في برلين
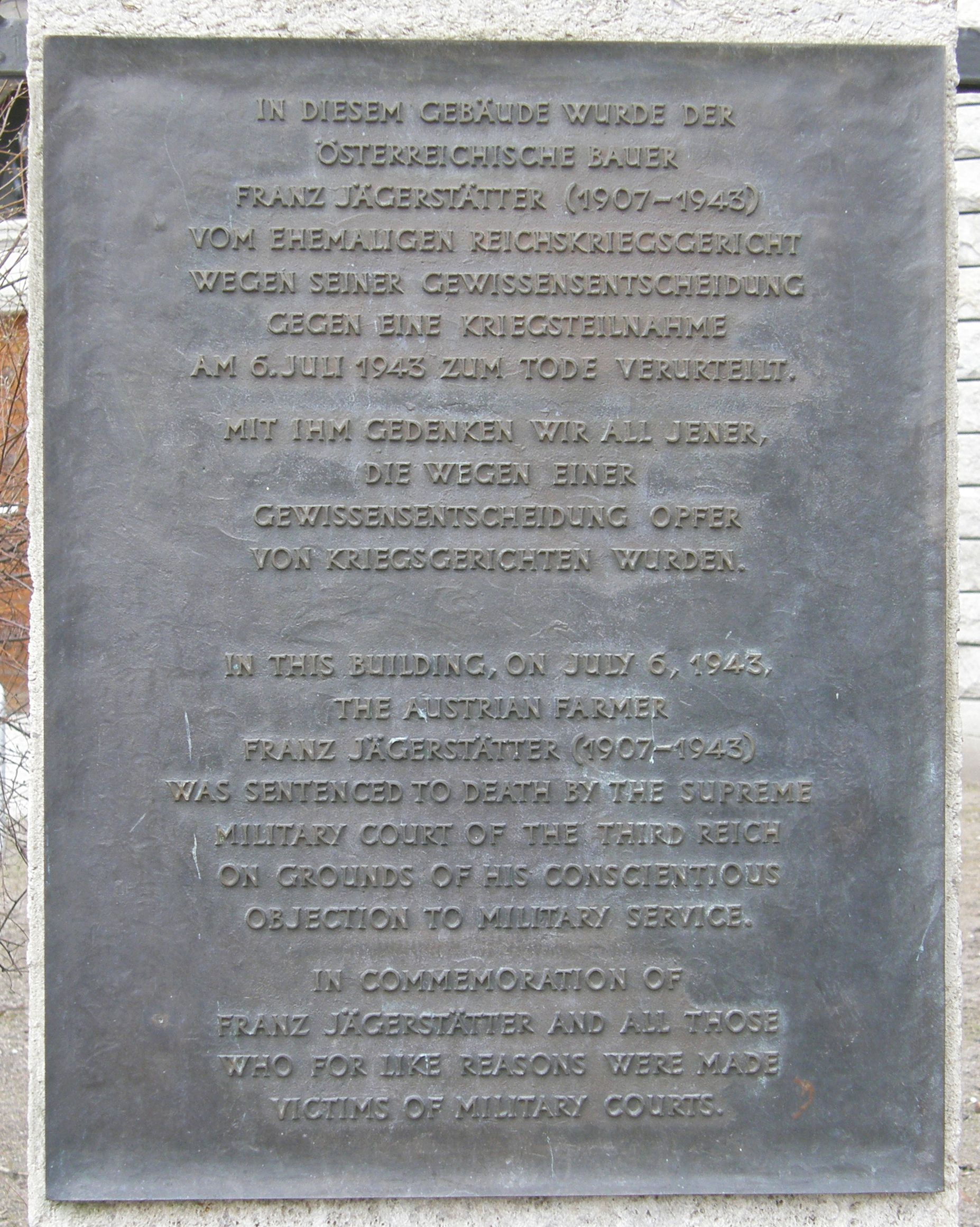
البلاك إلى فرانز ياجيرشتاتر في الرايخسكريخستريتش السابق في برلين
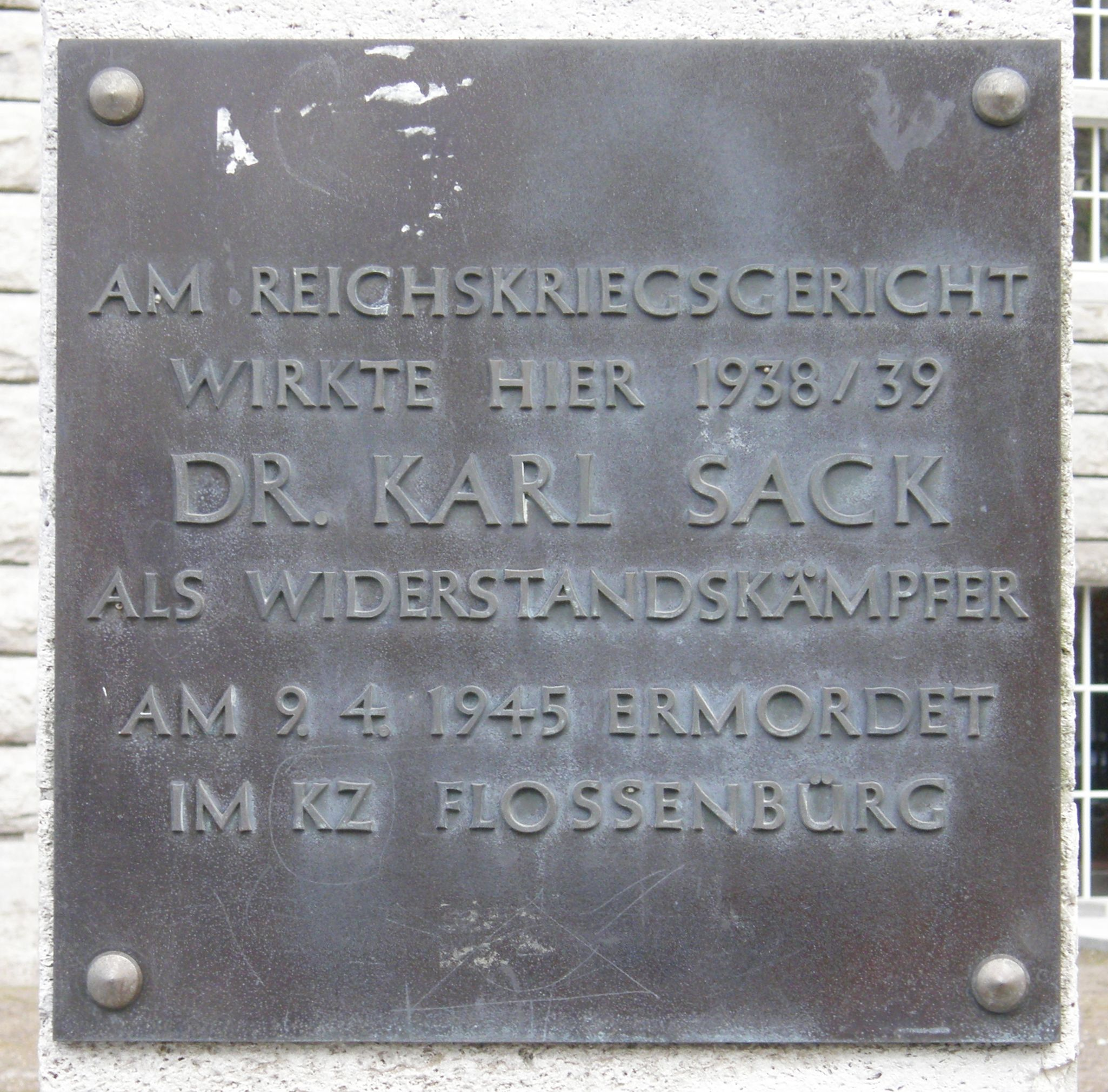
لوحة لكارل ساك في الرايشكريتشجيرجريت السابق في برلين